# 애기앉은부채
애기앉은부채는 천남성과에 속하는 여러해살이풀이다. 앉은부채속으로 생김새가 앉은부채와 닮았지만, 앉은부채와 달리 잎이 먼저 나고 여름철에 꽃을 피운다.

## 생태
애기앉은부채는 이른 봄에 잎이 먼저 나온다. 잎의 모양은 잎자루가 길고 끝이 둔한 심장 모양이다. 잎은 여름철에 시들고 7월 무렵 불염포에 싸인 꽃이 핀다. 잎은 독성이 있어 초식동물도 뜯어먹지 않는다. 꽃에서는 썩은 고기 냄새가 난다. 7월 경에 꽃대가 올라오고 불염포(佛焰苞, 부처의 배광처럼 생긴 꽃받침) 속에 작은 꽃이 뭉쳐 핀다. 꽃차례는 육수화서(肉穗花序꽃대의 주위에 꽃자루가 없는 수많은 잔꽃이 모여 피는 꽃차례)이다. 암술이 먼저 피고나서 며칠 뒤 지고나면 수술이 올라와 피는 자예선숙(雌蘂先熟 protogynous)으로 꽃이 핀 대부분의 기간 동안 수술만 보인다. 꽃이 지고 나면 뿌리만 남아 다음 봄까지 휴면에 들어간다. 열매는 이듬해 꽃이 필 무렵 익는다.

## 관리 및 번식법
관리법 : 재배하기 어렵다.
번식법 : 봄에 받은 종자는 바로 화분이나 화단에 뿌리고 늦가을에 받은 종자는 종이에 싸서 냉장보관 후 이듬해 봄에 뿌린다.

## 같이 보기
- 앉은부채
- 산부채